# Zayazd
Zayazd – polska grupa muzyczna wykonująca eastern country, łącząc wpływy polskiego folku z aranżacjami typowymi dla amerykańskiej muzyki ludowej. Powstała w 1986 roku z inicjatywy Lecha Makowieckiego.

## Dyskografia
- Wypij do dna! (1991, Polskie Nagrania)[1]
- Kolędy (1991, Polskie Nagrania)[1]
- Mój dom, mój świat… (1996, Futurex)[1]
- Biesiada z wieszczem (1999, MTJ)[1]
- Zayazd u Mistrza Adama (2002, Polskie Radio)[1]